# Steve Clark
Stephen Maynard Clark (Sheffield, 23 de abril de 1960 — Londres, 8 de janeiro de 1991) foi um músico britânico. Ele foi guitarrista, principal compositor e um dos fundadores da banda de hard rock britânica Def Leppard. Morreu em 1991 de uma overdose acidental de codeína misturada com Valium, morfina e bebidas alcoólicas. Clark foi classificado em 11º pela Classic Rock Magazine's na lista dos "100 maiores heróis da guitarra".

## Infância e adolescência
Steve Clark nasceu e foi criado em Hillsborough, no subúrbio noroeste de Sheffield, Inglaterra. Desde cedo mostrou interesse pela música - até mesmo sua mãe o levou a um concerto do The Shadows quando ele tinha apenas seis anos. Aos onze anos, ele pediu ao seu pai, um motorista de táxi, uma guitarra, e seu pai lhe deu uma, na condição de que Steve aprendesse a tocar.
Clark geralmente usava guitarras Gibson no período em que tocou com o Def Leppard. Ele ocasionalmente usava outras guitarras, como uma guitarra Fender Stratocaster no clipe de "Love Bites", maior sucesso do Leppard.

## Biografia

### Carreira no Def Leppard
Antes de ingressar nos Def Leppard em 1978, Clark tocou covers com seu pequeno grupo, Electric Chicken, em Sheffield. Nessa época, ele conheceu o fundador da banda, Pete Willis (na época guitarrista do Leppard). Clark pediu uma vaga na banda e se juntou ao Def Leppard em Janeiro de 1978.
Como guitarrista de Def Leppard, ele também contribuiu como compositor da banda. Clark e Pete Willis faziam dupla na guitarra, e Clark foi apelidado como "Riffmaster A", de acordo com Joe Elliott na série Classic Albums do canal VH1, onde se abordava o álbum Hysteria. Quando Willis foi expulso dos Def Leppard, por problemas de alcoolismo, o guitarrista Phil Collen foi recrutado para a banda, passando a se tornar parceiro de Clark.
Seu último álbum com a banda, antes de morrer, foi Adrenalize, onde ajudou em metade das músicas (o álbum foi lançado posteriormente a sua morte, em Março de 92).

### Vida pessoal
Steve estava noivo com a modelo americana, Lorelei Shellist, até um pouco antes de sua morte, eles estavam juntos desde 1984. Lorelei revelou em sua autobiografia, Runway Runaway, que os vícios de Steve foram o maior motivo para a separação. Depois que Steve e Lorelei terminaram seu relacionamento, Steve começou um relacionamento com Janie Dean. Esta última relação durou até a morte do músico em 1991.

## Morte
Na época de sua morte, Clark estava em uma licença de seis meses de ausência do Def Leppard.
Em 7 de janeiro de 1991, Clark foi encontrado morto em sua cama por sua namorada na época Janie Dean. A autópsia revelou que ele tinha morrido de uma overdose de codeína misturada com Valium, morfina e um nível de álcool no sangue de 0,30, três vezes mais que o limite legal de condução britânica. Não havia nenhuma evidência de intenção suicida. Daniel Van Alphen, amigo de Clark, havia bebido com ele na noite anterior, e testemunhou dizendo que os dois foram a uma cervejaria local e depois foram para a casa do guitarrista à meia-noite para assistir a um vídeo.
Foi enterrado no Cemitério de Wisewood, Loxley, Sheffield, perto da casa de sua família. Sua guitarra foi vendida pela sua namorada.
A banda Tesla, que abriu a turnê de Hysteria, em 1988, gravou uma música em homenagem a Clark em seu álbum Psychotic Supper, de 91, intitulada "Song & Emotion" (ao nosso amigo, Steve "Steamin" Clark).

## Discografia

### Álbuns de Estúdio
- On Through the Night
- High 'n' Dry
- Pyromania
- Hysteria
- Adrenalize (Composição e demos somente)

### Compilações
- Retro Active
- Vault: Def Leppard Greatest Hits (1980–1995)
- Best of Def Leppard
- Rock of Ages: The Definitive Collection

### Álbuns ao vivo
- Viva! Hysteria Tribute (Introdução de Gods of War foram tiradas do ao vivo: In the Round, in Your Face)

### Extended plays (miniálbum)
- The Def Leppard E.P.
- First Strike

### Vídeos
- Historia
- Live: In the Round, in Your Face
- Visualize
- Video Archive
- Historia / Live: In the Round, in Your Face
- Visualize / Video Archive
- Best of the Videos
- Rock of Ages – The DVD Collection
- Viva! Hysteria Tribute (Intro to Gods of War taken from Live: In the Round, in Your Face)